# Джойсілін Джепкосгей
Джойсілін Джепкосгей (англ. Joyciline Jepkosgei; нар. 8 грудня 1993) — кенійська легкоатлетка, яка спеціалізується у бігу на довгі дистанції.

## Спортивні досягнення
Срібна призерка чемпіоната світу з напівмарафону в особистому заліку (2018).
Дворазова срібна призерка чемпіоната світу з напівмарафону в командному заліку (2018, 2020).
Бронзова призерка чемпіоната Африки у бігу на 10000 метрів (2016).
Переможниця Нью-Йоркського (2019) та Лондонського (2021) марафонів.
Багаторазова рекордсменка світу у шосейних дисциплінах бігу.

## Світові рекорди
1 квітня 2017 на Празькому напівмарафоні «Sportisimo Prague Half Marathon» встановила відразу чотири світові рекорди з шосейного бігу — на дистанціях 10 км (30.04), 15 км (45.07), 20 км (1:01.25) та власне на півмарафонській дистанції (1:04.52). Забіг у чеській столиці був змішаним (за участі чоловіків).
9 вересня 2017 на 10-кілометровому шосейному забігу «Birell Prague Grand Prix» у Празі з результатом 29.43 перевершила власний світовий рекорд у цій дисципліні (30.04), встановлений у квітні цього ж року також в Празі.
22 жовтня 2017 перемогла на Валенсійському напівмарафоні та покращила на 1 секунду власний світовий рекорд на цій дистанції, встановлений у квітні цього року.

## Основні міжнародні виступи
| Рік  | Змагання                        | Місто    | Місце | Дисципліна   | Примітки |
| ---- | ------------------------------- | -------- | ----- | ------------ | -------- |
| 2016 | Чемпіонат Африки                | Дурбан   | 3     | 10000 м      |          |
| 2018 | Чемпіонат світу з напівмарафону | Валенсія | 2     | напівмарафон | [ 1 ]    |
| 2019 | Лондонський марафон             | Лондон   | —     | марафон      | DNF      |
| 2019 | Нью-Йоркський марафон           | Нью-Йорк | 1     | марафон      | [ 3 ]    |
| 2020 | Чемпіонат світу з напівмарафону | Гдиня    | 6     | напівмарафон | [ 8 ]    |
| 2021 | Лондонський марафон             | Лондон   | 1     | марафон      | [ 4 ]    |